# 高野眞二
- 高野真二
- 高野眞二

高野 真二（たかの しんじ、1925年（大正14年）12月8日 - ）は、日本の俳優。旧芸名及び本名は高野 眞二。
神奈川県出身。関東学院高商部卒業。松竹出身。同人会ミヤプロに所属していた。
身長は170cm。血液型はB型。

## 来歴・人物
1954年、松竹に入社。時代劇、現代劇を問わず多くの松竹映画に出演。
1965年、フリーとなって以降は、東映や日活の映画やテレビに出演。芸歴50年以上の、映画・テレビの名脇役である。
『水戸黄門』での出演回数は歴代2位の56回で、藩主、悪代官、悪奉行、善家老、悪家老、悪徳商人、道中奉行などを演じた。
三代目水戸光圀役・佐野浅夫とは幼馴染みという事である。

## 出演

### テレビドラマ
- おもかげ（1959年、CX）
- 駅の伝言板　委細面談（1959年、CX）
- スリラー劇場 第66回「夜のプリズム」（1960年、NTV）
- 明暗（1960年、CX）
- プリンス劇場　愛のシグナル（CX）
  - 「若奥様御立腹」（1960年）
  - 「面影」（1960年）
- 松本清張シリーズ・黒い断層 第17回、第18回「顔」（1960年、KR）
- 山本周五郎アワー「釣忍」（1961年、TBS）
- ヤシカゴールデン劇場「静かな教授」（1961年、NTV）
- 東芝日曜劇場（TBS）
  - 第242回「桔梗」（1961年）
  - 第379回 女優シリーズ「いろ」（1964年）
- ピストン堀口の生涯（1962年、KTV）
- 柔道一代 （1962年、TBS）
- 心のある場所（1963年、NHK）
- 三匹の侍 （CX）
  - 第1シリーズ 第9話「群狼乱舞」（1963年）
  - 第4シリーズ 第16話「秘宝」（1967年）
- 日産スター劇場 / サラリーマンはつらいね（1964年、NTV）
- 木下恵介劇場 / 記念樹 第6話（1966年、CX）
- ライオン奥様劇場（CX）
  - 異母姉妹（1966年）
  - 続・下町育ち（1970年） - 立花
- 風（TBS）
  - 第4話「海賊と宝と青春と」（1967年）
  - 第18話「過去からの呼び出し状」（1968年）
  - 第37話「若さま飛び出す」（1968年）
- マイティジャック 第7話「月を見るな!」（1968年） - 糸田博士
- 銭形平次（CX / 東映）
  - 第117話「妻恋い笛」（1968年） - 上月文蔵
  - 第380話「朧夜の甘い匂い」（1973年） - 大和屋源四郎
  - 第433話「夕映えの女」（1974年） - 木曽屋伊助
  - 第702話「夢を見た風来坊」（1980年） - 結城屋
  - 第814話「妻からの告発」（1982年） - 備前屋
  - 第873話「脱獄死刑囚」（1983年） - 山城屋
- プレイガール （12ch / 東映）
  - 第20話「女はピンチに強くなる」（1969年）
  - 第176話「怪談 深幽寺の古井戸」（1972年） - 孝吉
  - 第246話「スター歌手殺人事件」（1973年） - 岡村
- 五人の野武士 第19話「決闘 妻恋峠」（1969年、NTV） - 兵衛佐
- 徳川おんな絵巻 第38話「子供がいっぱい」、第39話「みなしごたちの太陽」（1971年）
- 千葉周作 剣道まっしぐら 第29話「あっぱれ おやじ剣法」（1971年、TBS）- 伊達一馬
- 大江戸捜査網（12ch→TX / 三船プロ→ヴァンフィル）
  - 第15話「花吹雪あばれ獅子」（1971年）
  - 第124話「みなごろし長屋騒動」（1974年） - 橋口主水
  - 第140話「謎の連続誘拐事件」（1974年） - 稲葉主膳
  - 第212話「暗殺計画 眼には眼を!!」（1975年） - 津島大膳
  - 第294話「流転! 浮世絵の女」（1977年） - 蔵前屋
  - 第324話「人質救出の罠」（1978年） - 神崎外記
  - 第345話「やくざ同心怒りの復讐」（1978年） - 北町奉行
  - 第362話「遊女が秘めた謎の暗殺」（1978年） - 黒田主計
  - 第371話「笑いを売る謎の男」（1978年） - 天満屋市兵衛
  - 第402話「獄門台に招く幻の美女」（1979年） - 前川左近
  - 第413話「暗殺者が狙う女の烙印」（1979年） - 吉沢伊織
  - 第432話「めおと十手一番手柄」（1980年） - 松本大和守
  - 第473話「非情の少女囮作戦」（1980年） - 秋月茂之
  - 第484話「大虐殺 砂金の陰謀」（1981年） - 倉橋頼母
  - 第541話「飛脚屋殺し 白い肌の裏切り」（1982年） - 脇田将監
  - 第561話「密室を暴く恐怖の魔術師」（1982年） - 三田村主膳
  - 第578話「毒花一輪 獲物を狙う赤い唇」（1983年） - 大黒屋伊平
  - 第616話「嘘か誠か? 花嫁の赤い疑惑」（1983年） - 窪田庄之助
  - 新 大江戸捜査網 第23話「色街おんな怨み歌」（1984年） - 野上陣十郎
  - 平成版
    - 第1シリーズ 第1話「隠密同心参上!」（1990年） - 前原
    - 第2シリーズ 第7話「闇に消えた逃亡者」（1991年） - 北山隼人正
- 大岡越前（C.A.L / TBS）
  - 第2部 第8話「罠」（1971年） - 織部
  - 第3部（1972年）
    - 第18話「過去を逃れて」 - 片桐玄蔵
    - 第19話「私は泣かない」 - 大兵ヱ

  - 第4部 第25話「天下を裁く名奉行」（1975年） - 稲生下野守
  - 第6部（1982年）
    - 第10話「鷹の威を借る悪い奴」 - 西島左太夫
    - 第24話「死体が歩いた長屋露地」 - 三森玄庵

  - 第10部 第1話、第2話「匂い袋に隠された殺意」（1988年） - 井野正茂
  - 第11話 第1話（1989年） - 中山出雲守
  - 第12部  - 中山出雲守
    - 第1話「大岡越前」（1991年）
    - 第3話「悪に溺れた凄腕同心」（1991年）
    - 第9話「万能薬が死を招く」（1991年）
    - 第11話「娘が消えた化け物屋敷」（1991年）
    - 第16話「十手を持った無法者」（1992年）
    - 第20話「帰らぬ父は御金蔵破り」（1992年）
    - 第24話「相合傘に潜む罠」（1992年）

  - 第13部 - 中山出雲守
    - 第4話「掏った財布に葵の御紋」（1992年）
    - 第13話「母は凶賊さみだれお仙」（1993年）
    - 第14話「辻斬りは三葉葵の紋所」（1993年）

  - 第14部（1996年） - 水野和泉守
    - 第1話「大岡越前」
    - 第8話「将軍狙った男の涙」
- 水戸黄門（C.A.L / TBS）
  - 第1部 第26話「越後騒動 -高田-」（1970年） - 永見大蔵
  - 第2部 第18話「母子追分 -追分-」（1971年） - 斎藤主馬
  - 第3部（1972年）
    - 第7話 「日本一の川人足 -島田-」 - 中田才助
    - 第11話「恩讐の通し矢 -岡崎-」 - 水野監物

  - 第4部（1973年）
    - 第4話「鬼と呼ばれた娘 -三国峠-」 - 本多伯耆守
    - 第27話「士魂 -福島-」 -  矢崎賢八郎

  - 第5部 第26話「福江城の対決 -五島-」（1974年） - 五島大和守
  - 第6部 第5話「おてもやんの初恋 -熊本-」（1975年） - 細川綱利
  - 第7部（1976年）
    - 第22話「つけ馬連れた若旦那 -新潟-」 - 若山刑部
    - 第32話「高嶺の花が俺の嫁‼ -高崎-」 - 松平輝貞

  - 第8部（1977年）
    - 第3話「東海道お化け旅籠 -平塚-」 - 小餘綾信勝
    - 第15話「殺しを誘う薪能 -和歌山-」 - 好阿弥

  - 第9部 第15話「名工二代輪島塗り -輪島-」（1978年） - 船山又十郎
  - 第10部 第16話「母恋し鈴鹿馬子唄 -大津-」（1979年） - 山室九右衛門
  - 第11部 第10話「北の岬の仇討 -八戸-」（1980年） - 梶原源八郎
  - 第12部
    - 第10話「殴られた黄門様 -伏見-」（1981年） - 青山主膳
    - 第21話「湯気に隠れた悪企み -山中-」（1982年） - 五十嵐修理

  - 第13部
    - 第4話「欲望渦巻く金山地獄 -三島-」（1982年） - 大河原兵部
    - 第25話「消えた黄門様 -延岡-」（1983年） - 大崎軍十郎

  - 第14部
    - 第2話「悪を斬る!白狐の剣 -郡山-」（1983年） - 田沢庄太夫
    - 第20話「仇を討たれに来た男 -新発田-」（1984年） - 堀出雲
    - 第33話「じゃじゃ馬娘の婿選び -姫路-」（1984年） - 犬川周防

  - 第15部（1985年）
    - 第1話「謎の美剣士隠密旅 -高松-」 - 高瀬五太夫
    - 第15話「願い叶えた鯉のぼり -大竹-」 - 神原十内
    - 第29話「宿場救った孤独の十手 -中津川-」 - 杉沢半兵衛

  - 第16部
    - 第7話「花火に賭けた父娘の意地 -岡崎-」（1986年） - 加納武太夫
    - 第18話「悪が群がる隠し金山 -大森-」（1986年） - 本多淡路守
    - 第39話「旅遥か恋の船唄 -水戸-」（1987年） - 工藤与太夫

  - 第17部 第8話「老公爆殺危機一髪 -鳥羽-」、第9話「陰謀暴く裏切り忍法 -鳥羽-」（1987年） - 鳥羽藩次席家老・平野与太夫
  - 第18部
    - 第4話「花嫁衣装の秘密 -小山-」（1988年） - 秋本軍兵衛
    - 第12話「非常の猿面暗殺団 -彦根-」（1988年） - 多田左門
    - 第30話「天下の嶮の悪退治 -箱根-」（1989年） - 多田豊後守

  - 第19部
    - 第1話「水戸黄門 -水戸-」（1989年） - 坂戸左衛門
    - 第20話「姫が暴いた悪企み -高山-」（1990年） - 賀川

  - 第20部
    - 第1話「水戸黄門　-水戸-」（1990年） - 木嶋正膳
    - 第11話「陰謀渦巻く高松城 -高松-」（1991年） - 木嶋正膳
    - 第19話「姫様騙って悪退治 -長崎-」（1991年） - 石尾采女正
    - 第37話「悲願秘めた水水芸師 -長岡-」（1991年） - 荒川屋総兵衛

  - 第21部（1992年）
    - 第1話「悪鬼が巣喰う岡崎城 -水戸・岡崎-」 - 崎山源太夫
    - 第16話「怨念渦巻く船幽霊 -今治-」 - 神浦屋

  - 第22部（1993年）
    - 第16話「白いおひげのお風呂番 -別府-」 - 茜屋治兵衛
    - 第21話「妻をも騙した武士の真実 -萩-」 - 長門屋

  - 第23部
    - 第9話「悪を裁いた偽黄門様 -糸魚-」（1994年） - 藤野屋
    - 第22話「白いお髭の意地比べ -萩-」（1995年） - 都筑九十郎
    - 第32話「酒にのまれて人殺し -兵庫-」（1995年） - 赤摩屋
    - 第40話「闇を切り裂く白頭巾 -江戸-」（1995年） - 平戸屋

  - 水戸黄門外伝 かげろう忍法帖 第9話「謎の忍び文字 -富山-」（1995年） - 柏杳屋
  - 第24部（1996年）
    - 第16話「瞼の父は悪の手先 -島原-」 - 有明屋
    - 第26話「女地獄の大掃除 -韮崎-」 - 菱井屋

  - 第25部（1997年）
    - 第5話「陰謀を砕く葛の糸 -掛川-」 - 小野田豊前
    - 第28話「八が恋した美人妻 -新潟-」 - 亀田屋

  - 第28部 第21話「意地と涙の淡路人形 -淡路-」（2000年） - 船木屋冶兵衛
  - 第30部 第10話「女サギ師は子猫が好き -酒田-」（2000年） - 西海屋市蔵
  - 第31部 第20話「仕組まれた雛まつり -三次-」（2003年） - 高瀬式部
  - 第32部 第5話「記憶を消した若き妻 -妻籠-」（2003年） - 成瀬隼人正
  - 第33部 第12話「京娘が秘めた謎 -萩-」（2004年） - 正木喜左衛門
- 特別機動捜査隊（東映 / NET）
  - 第497話「人生試験地獄」（1971年） - 佐藤
  - 第523話「噂の町の中で」（1971年） - 松田
  - 第609話「子は誰がために泣く」（1973年） - 山岡
  - 第673話「ある追跡の記録」（1974年） - 岩本
  - 第762話「若き17才哀歌」（1976年） - 奈良山靖彦
- 忍法かげろう斬り 第4話「くの一の貞操」（1972年、KTV / 東映）
- 木枯し紋次郎 第2部 第15話「木っ端が燃えた上州路」（1973年、CX / C.A.L）- 本庄の武兵衛
- 遠山の金さん捕物帳 第141話「孔子を裏切った男」（1973年、NET / 東映） - 笹屋仙右衛門
- 必殺シリーズ（松竹 / ABC）
  - 必殺仕掛人 第21話「ゆすりたかり殺される」（1973年） - 一色主水
  - 必殺仕置人 第17話「恋情すてて死の願い」（1973年） - 永尾忠之
  - 新・必殺仕置人（1977年）
    - 第18話「同情無用」 - 嘉兵衛
    - 第31話「牢獄無用」 - 石出帯刀

  - 必殺からくり人・富嶽百景殺し旅 第12話 「東海道金谷」（1978年） - 宗方直光
  - 必殺仕事人
    - 第18話「武器なしであの花魁を殺れるのか?」（1979年） - 三郎兵ヱ
    - 第74話「引き技強奪押し込み斬り」（1980年） - 大野太兵衛
    - 第84話「散り技仕事人危機激進斬り」（1981年） - 庄田図書頭

  - 必殺仕舞人 第8話「坊さんかんざし買うを見た -高知-」（1981年） - 亀屋久兵衛
  - 新・必殺仕事人 第25話「主水猫を逮捕する」（1981年） - 根津の鉄蔵
  - 新・必殺仕舞人 第5話「会津磐梯山・涙の嫁入り」（1982年） - 桔梗屋
  - 必殺仕事人III 第38話「淋しいのは主水だけじゃなかった」（1983年） - 五兵衛
  - 必殺渡し人 第12話「二人がかりで渡します」（1983年） - 松井忠直
  - 必殺仕事人IV 第42話「加代パン作りに挑戦する」（1983年） - 町年寄徳衛門
  - 必殺仕事人V 第13話「主水、ヒヒ退治する」（1985年） - 大黒屋宗兵衛
- 太陽にほえろ!（NTV / 東宝）
  - 第43話「きれいな花にはトゲがある」（1973年） - 沢村弁護士
  - 第529話「山さんの危険な賭け」（1982年） - 井上外科胃腸科病院院長
  - 第550話「俺はプロだ!」（1983年） - 木崎栄三（春日不動産専務）
  - 第658話「ラガーよ、俺たちはおまえがなぜ死んだか知っている」（1985年） - 豊倉専務
  - 第681話「それでも貴方は女なの!」（1986年） - 坂手社長
- 江戸を斬る（TBS / C.A.L）
  - 江戸を斬る 梓右近隠密帳 第9話「決闘鍵屋の辻」（1973年） - 池田宮内大輔
  - 江戸を斬るII 第12話「蜜柑は七万七千石」（1976年） - 斑鳩伝八郎
  - 江戸を斬るIV 第13話「悲しみを越えて」（1979年） - 上總屋清之助
  - 江戸を斬るV 第15話「唐人形浮世絵地獄」（1980年） - 平野能登守
  - 江戸を斬るVII（1987年） - 矢部駿河守
  - 江戸を斬るVIII（1994年） - 水野忠邦
- ジャンボーグA 第28話「復活! ジャンボーグA -グロース第4号作戦-」（1973年、MBS） - 三ツ木博士
- 旗本退屈男 第19話「分捕り金三百万両」（1974年、NET / 東映）
- 刑事くん 第3部 第48話「爆発一秒前」（1974年、TBS / 東映）
- 右門捕物帖（1974年、NET / 東映）
  - 第5話「通り魔」 - 瀬川一之進
  - 第35話「おとし穴」
- ご存知遠山の金さん 第32話「二度裁かれた男」（1974年、NET / 東映）
- バーディー大作戦 （東映 / TBS）
  - 第27話「レディ(秘)大作戦」（1974年） - 宇野社長
  - 第49話「助けて! 浴室裸体殺人事件」（1975年）
  - 第54話「バーディー 真昼に死す」（1975年）
- 6羽のかもめ 第6話「事務長」（1974年、CX）
- ご存じ金さん捕物帳 第22話「仇討ち変化若衆」（1975年、NET / 東映） - 井筒屋
- 剣と風と子守唄 第10話「華麗なる刺客」（1975年、三船プロ / NTV） - 矢崎将監
- 遠山の金さん（NET → ANB / 東映）（杉良太郎版）
  - 第1シリーズ
    - 第5話「花嫁を攫え!!」（1975年） - 藤五郎
    - 第63話「愛と憎しみの果て」（1976年）- 勘定奉行 田川内膳助
    - 第88話「じゃじゃ馬姫と贋奉行」（1977年） - 徳兵ヱ

  - 第2シリーズ 第16話「命ぎりぎり夫婦花」（1979年） - 半右衛門
- 痛快!河内山宗俊 第13話「鯉が命の子守唄」（1975年、CX）
- 破れ傘刀舟悪人狩り（NET / 三船プロ）
  - 第59話「天保飛脚人異聞」（1975年） - 鬼頭玄蕃
  - 第111話「闇に舞う白い牙」（1976年） - 平田備前守
  - 第127話「復讐の赤い矢」（1977年） - 近江屋
- お耳役秘帳 第16話「おせん女地獄」（1976年、KTV） - 佐嶋屋
- Gメンシリーズ（TBS / 東映→近藤照男プロ）
  - Gメン'75
    - 第41話「白銀の現金輸送襲撃事件」（1976年） - 東洋銀行旭川支店長
    - 第72話「恐怖のロープウェイ」（1976年） - 現場指揮官
    - 第76話「幻の女」（1976年） - 野崎社長
    - 第99話「安楽死」（1977年） - 裁判長
    - 第111話「Gメン対県警・女子大生殺し」（1977年） - 相模県警本部長
    - 第113話「ガンを宣告された刑事」（1977年） - 中央総合病院医師
    - 第129話「警察犬と女刑事」（1977年） - 法務局長
    - 第168話「夏祭りの夜の惨劇」（1978年） - 庄司
    - 第188話「新幹線ひかり131号」（1978年） - 日下部商業相
    - 第252話「15年前の女の死体」（1980年） - 吉積栄一郎（裁判長）
    - 第255話「女が掘った落とし穴」（1980年） - 裁判長
    - 第262話「真夜中の偽装殺人」（1980年） - 柴田克利議員
    - 第304話「プロ野球ナイター殺人事件」（1981年） - 長谷部オーナー
    - 第324話「深夜放送に届いたバラバラ死体」（1981年） - 城西署署長

  - Gメン'82 第11話「咆えよ! 香港少林寺」（1983年） - 秋元副総監
- 非情のライセンス 第2シリーズ 第119話「替玉」（1977年、東映 / NET） - 村上大造
- ジャッカー電撃隊 第9話「7ストレート!! 地獄の必殺拳」（1977年、東映 / ANB） - クライムボス
- 破れ奉行 第16話「隼人よ静かに死ね」（1977年、ANB / 中村プロ） - 柳田市之進
- 桃太郎侍（東映 / NTV）
  - 第61話「浮世の水は辛かった」（1977年） - 山上図書
  - 第95話「舞い込んだお姫様」（1978年） - 大滝将監
  - 第170話「お化け長屋の花魁道中」（1980年） - 金子大学
  - 第194話「大江戸娘番長」（1980年） - 石川頼母 ※高野進二とミスクレジット
  - 第218話「十年目のお化け長屋」（1980年） - 井筒屋辰五郎
  - 第240話「桃太郎、命ぎりぎり」（1981年） - 九鬼若狭守
  - 第247話「渡世の意地通します」（1981年） - 川島丹後
  - 第255話「お化け長屋の御隠居さん」（1981年） - 大和屋
- 特捜最前線（東映 / ANB）
  - 第22話「標的・ある女の情炎」（1977年）
  - 第55話「アリバイ・駆け込んで来た女!」（1978年）
  - 第116話「真夜中のデッドアングル!」（1978年）
  - 第139話「消えた子連れ刑事!」（1979年）
  - 第164話「再会・容疑者は刑事の妹!」（1980年）
  - 第485話「喪服のソープ嬢・1/30秒の殺人トリック!」（1986年）
- 赤い絆 第18話「母よ! ただ一人の母よ」（1978年、大映テレビ / TBS）
- 風鈴捕物帳 第7話「盗まれた長十手」（1978年、東映 / ANB）
- 西部警察シリーズ（石原プロ / ANB）
  - 西部警察
    - 第3話「白昼の誘拐」（1979年） - 服部清
    - 第21話「汚い奴」（1980年） - 浅田陽二
    - 第58話「狙われる」（1980年） - 黒木弘三
    - 第116話「狙撃銃・スナイパーG3」（1982年） - 山中清士（検事正）

  - 西部警察 PART-III 第51話「ターゲットX! -鳩村、絶体絶命!-」（1984年） - 上杉
- 破れ新九郎 第17話「必殺!無双一本槍」（1979年、中村プロ / ANB） - 大庭
- 暴れん坊将軍シリーズ（東映 / ANB）
  - 吉宗評判記 暴れん坊将軍
    - 第89話「花も恥じらう一番手柄!」（1979年） - 大和屋宇左衛門
    - 第121話「花咲ける女武士道」（1980年） - 中条修理太夫
    - 第145話「男は黙って三下り半」（1980年） - 岡部肥後守
    - 第155話「将軍の花嫁なんていや!」（1981年） - 阿部出羽守
    - 第176話「憎しみの糸が結んだ父娘の絆」（1981年） - 別所若狭守
    - 第193話「名もなく貧しき母子草」（1982年） - 浪花屋善兵衛

  - 暴れん坊将軍II
    - 第21話「裏切りを覗いた女」（1983年） - 田辺弾正
    - 第39話「命がけだよ一目惚れ!」（1983年） - 水野出羽守
    - 第53話「春に切ない夢芝居!」（1984年） - 銀屋市右衛門
    - 第83話「赤い蹴出しの火消し志願!」（1984年） - 島田外記
    - 第106話「偽りの恋 七年目の仇討ち!」（1985年） - 吉野屋作兵衛
    - 第158話「庭番慕情、禁じられた恋の笛!」（1986年） - 篠山外記
    - 第189話「仇姿、つよい女が泣きました!」（1987年） - 南部屋仁助

  - 暴れん坊将軍III
    - 第12話「絵草紙からくり心中」（1988年） - 但馬屋
    - 第41話「娘十七はぐれ唄」（1988年） - 佐々木伝蔵
    - 第67話「まさか!辰五郎が不倫!?」 （1989年） - 佐兵衛
    - 第120話「地獄へ道連れ! 美女と将軍」（1990年） - 本田山城守

  - 暴れん坊将軍IV
    - 第20話「愛しき炎の剣!」（1991年） - 柳生備前守
    - 第62話「花婿新さん 晴れ姿日本一!」（1992年） - 桑野屋万造

  - 暴れん坊将軍V
    - 第1話「大雪原の血煙り、吉宗を愛した復讐鬼!（スペシャル）」（1993年） - 内藤
    - 第39話「偽将軍様の悪党退治!?」（1994年） - 堀田図書

  - 暴れん坊将軍VI 第26話「吉宗、見参! 女剣士の挑戦状」（1995年） - 橘屋清兵衛
  - 暴れん坊将軍VII 第5話「卯之吉の死神退治」（1996年） - 道石
  - 暴れん坊将軍VIII 第9話「彼女を賭けた決闘!」（1997年） - 柳生備前守
- 長七郎天下ご免!（テレビ朝日）
  - 第9話「雪どけを待つ女」（1979年） - 村山源太夫
  - 第42話「暗殺!死を賭けた友情」（1980年） - 梅沢主水
  - 第63話「無法の熊は笑って散った!」（1981年） - 近江屋藤兵衛
  - 第93話「そろばん侍、五分の魂!」（1981年） - 土井信濃守
  - 第109話「輝け!炭団（たどん）の嫁御寮」（1982年） - 安藤伊賀守
- 同心部屋御用帳 新・江戸の旋風 第14話「行け! 三十俵二人扶持」（1980年、東宝 / CX） - 近江屋
- 雪姫隠密道中記（1980年、S.H.P / MBS）
  - 第3話「狸の又平 槍の仇討・唐津」 - 馬渡武太夫
  - 第15話「焼蛤剣法の助太刀・桑名」 - 松原要斎
  - 第20話「危い財布に手を出すな・清水」 - 山崎石見守
- 大捜査線（1980年、CX）
  - 第17話「愛の哀しみ -婦人警察官-」
  - 第29話「現金輸送車強奪」
- 噂の刑事トミーとマツ（TBS）
  - 第1シリーズ 第37話「トミマツのダンシングオールナイト」（1980年） - 毒島専務
  - 第2シリーズ 第13話「トミマツ丸焼き! 死のピクニック」（1982年） - 浅田宝石店社長
- 特命刑事 第6話「黒い狼」（1980年、NTV / 東映） - 天野誠吾
- 斬り捨て御免!（12ch）
  - 第1シリーズ 第13話「冥土へ送る地獄船」（1980年） - 長兵衛
  - 第2シリーズ 第8話「女渡り鳥凶状旅」（1981年） - 大沢頼部
  - 第3シリーズ 第17話「湯殿で襲われた女賭博師」（1982年） - 大黒屋
- 闇を斬れ 第11話「旗本ハイジャック」（1981年、松竹 / KTV） - 大口屋紋兵衛
- 幻之介世直し帖 第2話「はやぶさが助けたおしどり瓦版」（1981年、国際放映 / NTV） - 前田外記
- 文吾捕物帳 第20話「嵐に揺れる母子草」（1982年、三船プロ / ANB）
- 松平右近事件帳（ユニオン映画 / NTV）
  - 第9話「ほおずきを噛む女」（1982年） - 能勢河内守大学
  - 第31話「拐わかし」（1982年） - 頼母木玄蕃
  - 第38話「罠にはまった瓦版」（1982年） - 安宅主膳
- 源九郎旅日記 葵の暴れん坊（東映 / ANB）
  - 第2話「命を的の母ごころ」（1982年） - 古山甚太夫
  - 第20話「燃やせ玄海 男の炎」（1982年） - 伊集院外記
  - 第37話「孤剣に賭けた越後の女」（1983年） - 海江田多聞
- 遠山の金さん (テレビ朝日、高橋英樹版）
  - パート1
    - 第34話「愛か恨みか慕情の女!」（1982年） - 大島
    - 第50話「魔性の女! ギヤマンおゆき」（1983年） - 徳兵衛
    - 第89話「決死の殴り込み・死装束の遠山金四郎!」（1984年） - 永倉外記
    - 第114話「水中乱舞!!忍びの女六人衆」（1984年） - 九兵衛
    - 第138話「魔の館・悪女を泣かせた浪花の母!」（1985年） - 岩室陣内

  - パート2
    - 第15話「二人の男に愛された女!」（1986年） - 甚兵衛
    - 第35話「女賞金稼ぎ・陽炎のお仙!」（1986年） - 丸徳源右衛門
- 影の軍団III 第20話「尼僧は俳句で殺せ!」（1982年、東映 / KTV）
- ザ・ハングマンシリーズ（松竹芸能 / ABC）
  - ザ・ハングマンII（1982年）
    - 第20話「美人姉妹の危険な就職」 - 西岡雄作（大星物産副社長）
    - 第23話「女帝と社長の色と欲! ニセ密宝展を暴け」 - 磯上社長（東都デパート）

  - 新ハングマン 第17話「家元争いを毒花で飾る夫人と女秘書」（1983年） - 大北正吾（代議士）
  - ザ・ハングマンV 第22話「三億の豪邸がコソ泥に持ち逃げされる!」（1986年） - 高田武重
  - ハングマンGOGO 第16話「緊急指令・本日限リデ解散セヨ!」（1987年） - 村野社長（ムラノ交易）
- 暁に斬る! 第4話「忍びを愛した女」（1982年、三船プロ / CX）
- 時代劇スペシャル（CX）
  - 「八幡鳩九郎」（1981年）- 大久保相模守
  - 「清水次郎長 勢揃い清水港」（1981年）- 黒瀬軍太夫
  - 「秘剣揚羽蝶 源氏九郎颯爽記」（1983年）- 相馬内膳
- ふぞろいの林檎たち パートI（1983年、TBS） - 落合警備士
- 眠狂四郎無頼控 第18話「なみだ旅 母を求める子守唄」（1983年、TX） - 丸屋清兵衛
- 長七郎江戸日記（ユニオン映画 / NTV）
  - 第1シリーズ
    - 第5話「風流みだれ囃子」（1983年） - 川上源左衛門
    - 第25話「独りぼっちの草笛」（1984年） - 山根刑部
    - 第42話「大江戸哀歌」（1984年） - 沼倉陣兵衛
    - 第67話「くの一化粧」（1985年） - 石黒外記

  - 第2シリーズ
    - 第11話「命を売る男」（1988年） - 緒方左内
    - 第29話「辰の赤ん坊」（1988年） - 崎坂豊後
    - 第57話「夕映えの女」（1989年） - 本多図書

  - 第3シリーズ
    - 第8話「十手も刀も捨てて」（1990年） - 金子屋庄左衛門
- あいつと俺 第5話「青春の脅迫者 -釧路-」（1984年、12ch / 勝プロ）※1980年制作
- 流れ星佐吉 第1話「佐吉が出会った大美人」（1984年、KTV / 松竹）
- スクール☆ウォーズ（1984年 - 1985年、TBS / 大映テレビ）- 富田義道
- 金曜女のドラマスペシャル / Wの悲劇 京都資産家殺人事件（1986年、CX） - 和辻与兵衛
- 大都会25時 第2話「独身刑事の父子ゲーム」（1987年、ANB）
- 若大将天下ご免! 第22話「純情手裏剣、鬼ごろし!」（1987年、東映 / ANB） - 伊勢屋
- 名奉行 遠山の金さん（ANB / 東映）
  - 第1シリーズ 第21話「消えた三万両?!」（1988年） - 相州屋利兵衛
  - 第3シリーズ
    - SP2「大陰謀! 天下分け目の桜吹雪」（1990年） - 上野修理亮
    - 第25話「京の姫君の妖しい誘惑」（1991年） - 玉巻屋庄左衛門

  - SP6「江戸城転覆! 覗かれた赤毛の女」（1992年） - 石出帯刀
  - 第5シリーズ 第9話「花嫁に化けた女目明し」（1993年） - 木曾屋清右衛門
  - 第6シリーズ 第19話「水晶占いの母と娘」（1994年） - 辰見屋市兵衛
  - 第7シリーズ 第13話「江戸の復顔術 姉と妹の手毬唄」（1996年） - 山城屋伝蔵
- もっとあぶない刑事 第14話「切札」（1989年、NTV） - 横森
- 八百八町夢日記（ユニオン映画 / NTV）
  - 第1シリーズ
    - 第7話「闇の顔役」（1989年） - 丁子屋清兵衛
    - 第24話「道楽息子の涙」（1990年） - 浪花屋喜助

  - 第2シリーズ 第9話「子を思う闇」（1991年） - 朝比奈弾正
- 女忍かげろう組（NTV / オフィス・ヘンミ）
  - 水曜グランドロマン 女忍かげろう組<弐>（1990年9月26日） - 茂呂勘太夫
  - 時代劇スペシャル 女忍かげろう組<参>（1991年12月28日） - 羽後頼母
- 月影兵庫あばれ旅 第1シリーズ 第8話「殺したのは私じゃない」（1989年、松竹 / TX） - 朝倉成隆
- 幕府お耳役檜十三郎 第2話「大名潰し・三千両の罠」（1991年、松竹 / TX）
- 鬼平犯科帳 第3シリーズ 第3話「馴馬の三蔵」（1991年、松竹 / CX） - 瀬田の万右衛門
- 12時間超ワイドドラマ / 天下の副将軍水戸光圀 徳川御三家の激闘（1992年、松竹 / TX） - 徳川頼宣
- 将軍家光忍び旅II（1992年-1993年、テレビ朝日）第4話「犬山には鬼が棲む」 - 大友織部
- 三匹が斬る! シリーズ（ANB / 東映）
  - 新・三匹が斬る! 第22話「さらば三匹、死出の旅への王手飛車」（1993年） - 石部帯刀
  - ニュー・三匹が斬る! 第4話「先乗り源五、素っ首賭けた不義密通」（1994年）
- 闇を斬る!大江戸犯科帳 第6話「忠義よりも武士道よりも」（1993年、ユニオン映画 / NTV） - 山脇主膳
- 殿さま風来坊隠れ旅 第20話「消えた大名行列?!」（1994年、ANB / 東映） - 石黒大学
- 土曜ワイド劇場  / 京都妖怪地図 第6作「1200歳の美女VS.霊感デカ」（1994年、ABC / 松竹） - 松本源太郎
- 江戸の用心棒シリーズ（NTV / ユニオン映画）
  - 江戸の用心棒 第16話「ひょっとこ踊りが謎を解く」（1994年） - 赤塚忠義
  - 江戸の用心棒II 第16話「危うし!朝霞清三郎」（1996年） - 榊原主膳
- 月曜ドラマスペシャル / 一色京太郎事件ノート 第5作「京都花街連続殺人事件」（1997年、TBS） - 城戸崎鉄造
- 南町奉行事件帖 怒れ!求馬シリーズ（TBS / C.A.L）
  - 南町奉行事件帖 怒れ!求馬 第2話「大奥に駒が飛ぶ」（1997年） - 京阪屋
  - 南町奉行事件帖 怒れ!求馬II 第12話「料理切手は悪の味」（2000年） - 小田切土佐守
- 火曜サスペンス劇場（NTV）
  - 取調室 - 鳥栖警察署 人見
    - 第7作「取調室(3) 敵は鬼畜」（1997年）
    - 第8作「悪魔の処刑」（1998年）

### 映画
- 阪妻追善記念映画 京洛五人男 （1956年）
- 眼の壁（1958年、松竹）
- 三人娘乾杯!（1962年、松竹）
- 無宿人別帳（1963年、松竹）
- 人妻椿（1967年、松竹）
- 妖艶毒婦伝 般若のお百（1968年、東映）
- 広域暴力 流血の縄張（1969年、日活）
- 日本女侠伝 真赤な度胸花（1970年、東映）
- 緋牡丹博徒 お竜参上（1970年、東映）
- 男はつらいよ フーテンの寅（1970年、松竹）
- 昭和残侠伝 死んで貰います（1970年、東映）
- 昭和残俠伝 吠えろ唐獅子（1971、東映）
- ギャング対ギャング 赤と黒のブルース（1972年、東映）
- やくざと抗争（1972年、東映）
- 仁義なき戦い（1973年、東映）
- 女囚さそり けもの部屋（1973年、東映）
- 恐怖女子高校 アニマル同級生（1973年、東映）
- 多羅尾伴内（1978年、東映）
- 野性の証明（1978年、角川春樹事務所）
- 天平の甍（1980年、東宝）
- それから（1985年、東映）